# شایعات (ترانه لیندزی لوهان)
«شایعات» (به انگلیسی: Rumors) ترانه‌ای از هنرپیشه و خواننده لیندزی لوهان می‌باشد که در نخستین آلبوم استودیویی وی تحت عنوان حرف بزن (۲۰۰۴) قرار دارد. این ترانه در اصل «فقط اون چیزی که هست» نامیده شده بود.